# Бутанвак
Бутанвак (ButanVac) є кандидатом на вакцину проти COVID-19, розробку якої очолює Інститут Бутантана у партнерстві з В'єтнамом та Таїландом . В даний час імунізатор проходить клінічні випробування в Таїланді, і очікується, що тести I і II етапів відбудуться в Бразилії . Вакцина використовує інактивований вірус, який викликає хворобу Ньюкасла, для завантаження білка SARS-CoV-2 S, виявленого в його бразильському варіанті (штам P.1).

## Клінічні дослідження
Дослідження вакцини, яка використовує техніку інокуляції вірусу в ембріональну яйцеклітину, метод, який є основним у інституті, розпочалося наприкінці березня 2020 року. Імунізуючий засіб показав багатообіцяючі результати на доклінічній фазі досліджень і не використовував жодних федеральних коштів для його реалізації.

### Фази I та II
В даний час Бутанвак проходить І етап тестування на людях у Таїланді. 26 березня 2021 року Інститут Бутантана звернувся до Національного агентства з нагляду за охороною здоров’я Бразилії, з проханням отримати дозвіл на проведення тестів I та II етапів за участю 1800 добровольців у Бразилії. Ці випробування мають розпочатись у квітні, і в разі успіху Бутанвак перейде до ІІІ фази і матиме до 9000 учасників.

## Виробництво

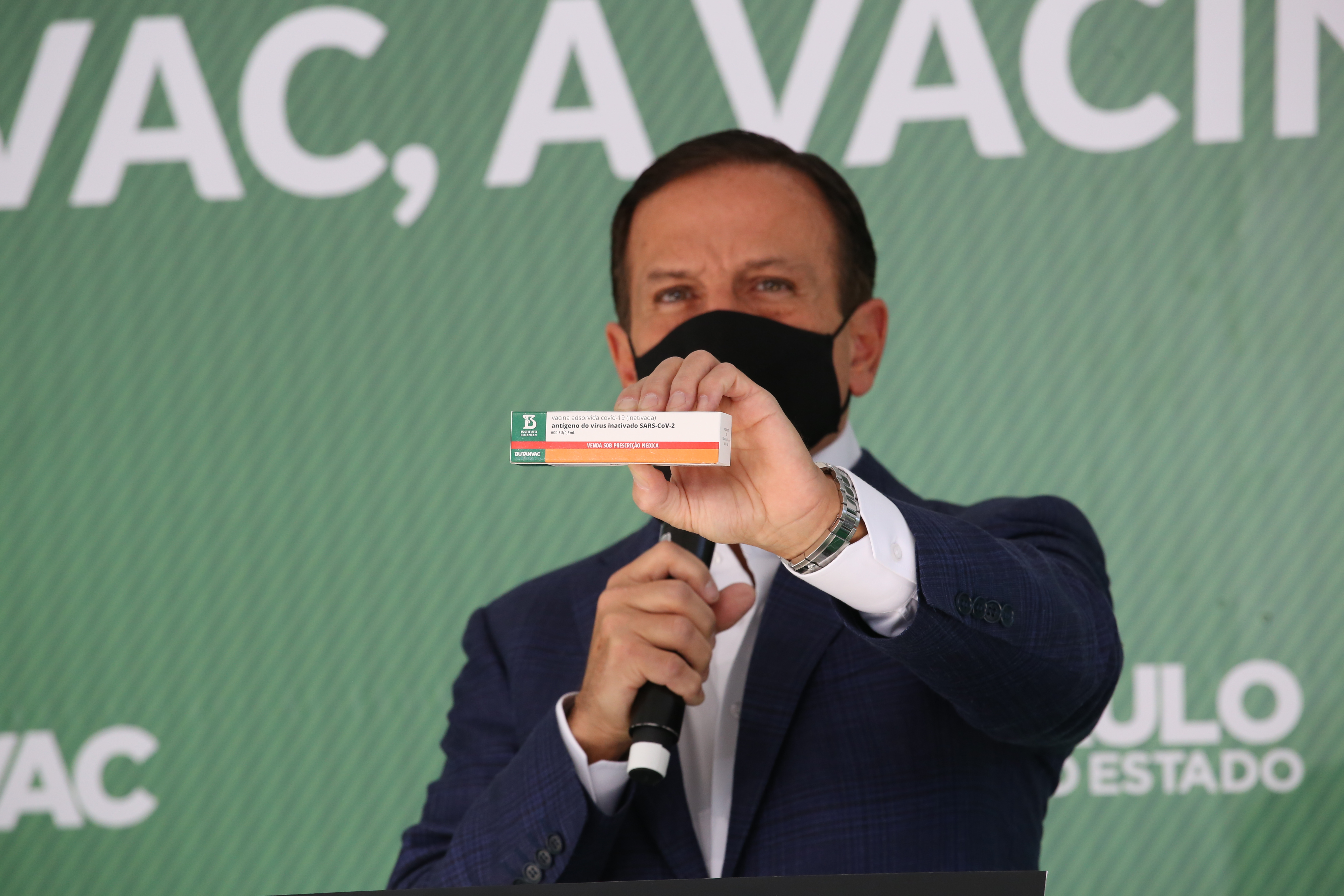
Губернатор Сан-Паулу Жоао Дорія під час оголошення про тестування Бутанваку.

Бразилія через Бутантан вироблятиме 85% доз імунізуючого агента, а також він вироблятиметься двома іншими країнами-членами консорціуму через державну фармацевтичну організацію Таїланду та В'єтнамський медичний інститут Вакцини та біології. Дімас Ковас, директор Інституту Бутантан, каже, що він сподівається виготовити 40 мільйонів доз у 2021 році станом на травень, місяць, коли повинна закінчитися кампанія з виробництва вакцини проти грипу, і не покладаючись на імпортну сировину.

## Розповсюдження
За словами Дімаса Коваса, якщо випробування будуть успішними, вакцина може почати прищеплюватись бразильському населенню з липня 2021 року, а пізніше експортуватися до інших країн. Через низьку вартість та можливе застосування в одній дозі Бутанвак буде пропонуватися в першу чергу найбільш вразливим країнам.